# Nadieżda Popowa
Nadieżda Wasiliewna Popowa (ros. Наде́жда (Анастаси́я) Васи́льевна Попо́ва, ur. 27 grudnia 1921 w Szabanowce, w rejonie dołżanskim, zm. 6 lipca 2013 w Moskwie) – radziecka pilot wojskowa, major lotnictwa, Bohater Związku Radzieckiego.

## Życiorys
Dorastała na Ukrainie w okolicy Doniecka, do 1938 ukończyła 9 klas szkoły. Jako nastolatka brała udział w amatorskich sztukach i musicalach.
W 1937 roku w wieku szesnastu lat wykonała swój pierwszy skok spadochronowy i pierwszy samodzielny lot. Gdy jej brat Leonid zginął na froncie została wysłana przez Marinę Raskową do miasta Engels, aby dołączyć do innych kobiet, gdzie była wraz z nimi szkolona na pilota wojskowego. Następnie wstąpiła do żeńskiego 588 pułku nocnych bombowców zwanego „Nocnymi wiedźmami” i została dowódcą 2 Pułku Kobiet. W dniu 10 marca 1942 roku podczas misji szkoleniowej prowadziła formację, gdy dwa samoloty zaginęły w czasie śnieżycy. W czasie II Wojny światowej wykonała 852 loty bojowe.
Po wojnie do października 1945 dowodziła eskadrą 46 gwardyjskiego pułku nocnego lotnictwa bombowego, później była lotnikiem samolotu łączności 163 gwardyjskiego pułku lotnictwa myśliwskiego w Północnej Grupie Wojsk stacjonującej w Polsce, w lutym 1948 została zwolniona do rezerwy w stopniu kapitana. Przez następne niemal 20 lat pracowała jako instruktor lotniczy, w 1975 została awansowana na majora. Wyszła za mąż za Siemiona Charlamowa, który został mianowany na generała pułkownika lotnictwa w 1975 roku. Otrzymała honorowe obywatelstwo Doniecka. Jej syn jest absolwentem Akademii Wojsk Powietrznych. 
Zmarła 6 lipca 2013 roku w wieku 91 lat.

## Odznaczenia
- Złota Gwiazda Bohatera Związku Radzieckiego (23 lutego 1945)
- Order Lenina (23 lutego 1945)
- Order Czerwonego Sztandaru (trzykrotnie, 19 października 1942, 25 października 1943 i 15 czerwca 1945)
- Order Wojny Ojczyźnianej I klasy (dwukrotnie, 30 sierpnia 1944 i 11 marca 1985)
- Order Wojny Ojczyźnianej II klasy (2 maja 1943)
- Medal „Za odwagę”
- Medal jubileuszowy „W upamiętnieniu 100-lecia urodzin Władimira Iljicza Lenina”
- Medal „Za zwycięstwo nad Niemcami w Wielkiej Wojnie Ojczyźnianej 1941–1945”
- Medal „Za obronę Kaukazu”
- Medal „Za wyzwolenie Warszawy”
- Medal jubileuszowy „Dwudziestolecia zwycięstwa w Wielkiej Wojnie Ojczyźnianej 1941–1945”
- Medal jubileuszowy „Trzydziestolecia zwycięstwa w Wielkiej Wojnie Ojczyźnianej 1941–1945”
- Medal jubileuszowy „Czterdziestolecia zwycięstwa w Wielkiej Wojnie Ojczyźnianej 1941–1945”
- Medal jubileuszowy „50-lecia zwycięstwa w Wielkiej Wojnie Ojczyźnianej 1941–1945”
- Medal jubileuszowy „30 lat Armii Radzieckiej i Floty”
- Medal jubileuszowy „40 lat Sił Zbrojnych ZSRR”
- Medal jubileuszowy „50 lat Sił Zbrojnych ZSRR”
- Medal jubileuszowy „60 lat Sił Zbrojnych ZSRR”
- Medal jubileuszowy „70 lat Sił Zbrojnych ZSRR”
- Medal „W upamiętnieniu 850-lecia Moskwy”
- Order Honoru (Rosja, 4 maja 2000)
- Order Przyjaźni (Rosja, 1 maja 1995)
- Order Za Zasługi III klasy (Ukraina, 15 sierpnia 2001)
- Medal za Odrę, Nysę, Bałtyk